# Ella Chen
Chen Chia-Hwa (chino tradicional: 陳嘉樺; chino simplificado: 陈嘉桦; pinyin: Chén Jiāhuà, nacida el 18 de junio de 1981-), más conocida como Ella, es una cantante, actriz y presentadora de televisión taiwanesa. Es el miembro de mayor edad del trío musical femenino taiwanés S.H.E

## Biografía
Ella Chen es la tercera de cuatro hermanos, incluyendo dos hermanas mayores y un hermano menor. 
Terminó el instituto, pero no asistió a la Universidad debido a su amor y pasión por el canto. 
En enero de 2012 anunció su compromiso con el empresario malayo Alvin Lai. La pareja se casó el 7 de mayo de ese mismo año. En octubre de 2016 anunció que estaba embarazada de 3 meses. Dieron la bienvenida a su primer hijo apodado "Jing Bao" el 12 de abril de 2017, que midió 48 centímetros y pesó 3.088 kilos.

## Carrera

### Música
El 8 de agosto del 2000, la discográfica HIM International Music celebró un concurso llamado 'Universal 2000 Talent and Beauty Girl Contest' (traducido literalmente como "Concurso femenino de belleza y talento") para buscar nuevas artistas a las que fichar para la compañía. Cuando Ella viajó con su hermana mayor a Taipéi de vacaciones, descubrió que esta la había registrado para una competición de canto. Intimidada por la larga cola de aspirantes,  (más de 1000 se presentaron a las pruebas) y preocupada por hacer el ridículo por su aspecto y personalidad de chicazo, casi se rinde antes de la primera ronda. Sin embargo su hermana la convenció para permanecer. Su voz profunda de rango vocal Alto destacó por su fuerte y hermosa naturaleza y llamó la atención del jurado.
Al acabar el concurso, Ella volvió a sus tareas en el hospital local de su ciudad natal, pero poco después recibió una llamada de H.I.M International requiriéndola para una audición adicional. Tras hacerse unas grabaciones de prueba, firmó como miembro del nuevo grupo femenino de H.I.M,  S.H.E. Cuando probó por primera vez su nueva firma con el pseudónimo "Ella", los empleados de H.I.M fueron conscientes de que podría ser fácilmente falsificada debido a su simplicidad; por ello durante los primeros días del grupo, Ella firmaba autógrafos usando el último carácter de su nombre real,"樺"  (pinyin: huà). Sin embargo, las sesiones de firmas de autógrafos con el grupo tenían una gran concurrencia, y Ella volvió a su más simple firma inglesa.
Durante su carrera con S.H.E, Ella ha sido la miembro más proclive a sufrir accidentes. El 29 de julio de 2003, fue ingresada en el hospital tras saltar de la tercera planta de un edificio y dañarse la espalda mientras rodaba un programa de entretenimiento para televisión cuando sus dos compañeras de grupo se negaron a saltar. Volvió al trabajo tres semanas después para promocionar el disco Super Star. En 2004, mientras filmaban la serie Reaching for the Stars, se quemó el pelo y las orejas con una vela, causando que tuviera que ser enviada al Hospital Nacional Universitario de Taipéi (National Taiwan University Hospital). Para recuperarse, estuvo alejada de las grabaciones durante dos días, en los que se le cortó aproximadamente dos centímetros de cabello en ambos lados de la cabeza.
En 2007, fue votada en línea por fanes como la más humilde (modesta) de entre los artistas de Taiwán. De los tres miembros de S.H.E, es la más abierta. Desde el lanzamiento de su primer disco en el 2001, como el tomboy de S.H.E. ha sido frecuentemente objeto de bromas sobre su género y tendencia sexual, pero normalmente esquiva las pullas. Los internautas incluso la etiquetaron como uno de los cuatro principales tomboys de China del pasado siglo. Su voz inusualmente profunda le valió un papel protagonista como la voz de Arthur en la versión en mandarín de Arthur y los Minimoys.
Como cantante y actriz, además ha aparecido en diferentes vídeos musicales como as 愛的重唱曲-覆水難收篇 (2004-04-05), 再一次拥有 (2005)  de Kaira Gong y 愛到瘋癲 (Love Till Crazy, 2009) de Power Station.
En 2009 compuso una canción para sus seniors Power Station titulada "Love Crazy/愛到瘋癲". Esta canción era una antigua composición suya llamada originalmente Shi Mian/Insomnia (失眠), tras una relación faliida y dolorosa. Pese a que se modificó sólo parte de la letra de la canción original, añadiendo nuevas frases, Ella sólo aparece como compositora de la melodía en la versión final, dándose la autoría de la letra a Hebe y uno de los letristas habituales de la compañía discográfica. La canción se compuso para Power Station devolviendo el favor que ellos les hicieran componiendo para S.H.E la canción "Frezer" años atrás. También compuso el jingle "Pop Radio 91.7 jingle" para la emisora radiofónica Taiwan Pop Radio station "Pop Radio 91.7, la letra de " 再这里 para Huang Yi Da (黄义达), 鸟  (Bird) para Yao Yao y numerosos temas no lanzados. También es autora de varias melodías, como la de la canción Lao Po de su grupo, a la que Selina puso letra. También son suyos los arreglos de algunos temas de S.H.E, varios en el disco F.M. SHE de 2008
El 17 de abril de 2015 lanza su primer álbum completo en solitario, titulado "Why Not". Al acabar las promociones del disco participa entre 2015 y 2016 en varios realities en China junto a otras celebridades del país, como Running Man, Run For Time, etc obteniendo de nuevo una enorme popularidad que hace que su presencia sea muy solicitada en la televisión china.

### Televisión y cine
En 2003 protagonizó la serie dramática The Rose (蔷薇之恋) con Joe Cheng (郑元畅 y Jerry Huang (黄志玮) que la hizo ganar el título de una de las mejores y más populares actrices tras el mediocre éxito de Magical Love (爱情大魔咒) con Blue Lan (藍正龍).  El drama fue votado como la serie más popular en los premios Golden Bell Awards.
En 2005 junto a las componentes de S.H.E rodó una serie llamada Reaching For The Stars (真命天女) y de nuevo demostró que podía actuar muy bien, siendo el único miembro del grupo nominado como mejor actriz principal en la 41 edición de los Golden Bell Awards, considerando el hecho de que las tres eran las protagonistas principales en dicha serie.
En el 2006 aceptó un papel en un drama que constituyó el hecho de que era una de las reinas del idol drama en Taiwán. Hanazakarino Kimitachihe (花样少年少女)  fue un extraordinario éxito y estableció su pareja con Wu Chun (吳尊) como un dúo romántico a considerar. La popularidad alcanzó otros países asiáticos como China, Hong Kong, Singapur, Malasia e incluso Estados Unidos y algunos países europeos.
El 2010 marcó su retorno a las series con Jerry Yan (言承旭), liderando el elenco de Down With Love (就想賴著妳). De nuevo, demostró su innegable fuerza para congregar a un enorme número de telespectadores con su éxito pese a que la serie había sido lanzada por completo en un portal de internet antes de que el tercer episodio fuera emitido.
En 2012 comenzó su andadura en la gran pantalla con su primer largometraje, New Perfect Two (新天生一對) con Vic Zhou (周渝民) , un gran éxito de público y taquilla, inmediatamente seguida por otra igualmente exitosa película, Bad Girls (女孩坏坏), con Mike He (賀軍翔). El tema principal de la película, Bad Girl, fue interpretado por Ella y se convirtió en el primer sencillo de su primer miniálbum comercial,  titulado To Be Ella/I am Chen Jia Hua, que encabezó las listas de éxitos en toda Asia obteniendo alabanzas de críticos y otorgándole nominaciones a distintos premios ese mismo año y el siguiente. 
En 2013 rodó un mini drama navideño chino en Shanghay, titulado 極品大作戰 , que requirió que estuviese grabando un mes completo y estar viajando continuamente entre Taipéi y Shanghay para participar a su vez en las actividades con su grupo en Taiwán.
En 2013 presentó un dating show en televisión llamado Take Me Out Taiwan, junto al cantante Harlem Yu (庾澄慶), que ya había presentado en solitario la primera temporada del show. Ella había sido contratada inicialmente también, pero su compañía retrasó su aparición con la excusa de la dedicación exclusiva a los proyectos con su grupo S.H.E (pese a que sus compañeras si pudieron dedicarse a algunos proyectos individuales, su compañera Selina si presentó sin objeciones por parte de la compañía su propio programa). Ella y su copresentador Harlem Yu fueron nominados juntos como mejores presentadores en la edición 49 de los Golden Bell Awards.
En 2014 también presentó otro dating show, con Ah Ken, titulado The Prince of Dating, de formato similar.
Compartió de nuevo plató con Harlem Yu como copresentador, esta vez en China, para la primera temporada del show "Are You Normal?". El programa fue líder de audiencia obteniendo cifras records en su emisión por internet, lo que le fue reconocido con un importante premio. Repitió en la segunda temporada, que tuvo más episodios, aunque Harlem fue reemplazado como copresentador masculino debido a otros compromisos profesionales. Ella no renovó para la tercera temporada debido al lanzamiento de su disco.
En septiembre de 2016 fue jurado en la segunda temporada del reality chino de canto Masked Singer. 
Su voz extraordinariamente profunda le proporcionó su papel como la voz de Arthur en la versión en mandarín de Arthur y los Minimoys.

## Apoyo a caridad
Tuvo un pequeño perro llamado Qiang Qiang, que luego tras su muerte en 2007, por problemas de salud, ocasionó que Ella compusiera la letra de una canción dedicada a su mascota. El EP lanzó 100000 ejemplares, los cuales se agotaron enseguida, y cuyos beneficios íntegros fueron destinados a asociaciones destinadas al cuidado de animales.

### Imagen
Ha sido imagen de varios productos enormemente famosos como Nike, Baileys, Minute Maid, Caltrate, Biotherm, Super Supau, My Scheming Facial Mask en Taiwán, Clinelle en Malasia etc. y atendido a eventos para Mercedes Benz, Chaumet Paris, Elle, Marie Claire, Sony y Loewe, entre otros.
Ella Chen es una ávida jugadora de baloncesto, y normalmente suele jugar con otras celebridades taiwanesas como Jay Chou y Kenji Wu. 
Es conocida por su divertida, sencilla y extrovertida personalidad. En 2007, fue votada en línea por los fanes como la más modesta de los artistas de Taiwán. 
Desde 2014 es la imagen de World Gym  (la cadena de gimnasios más importante del mundo) en Taiwán.
A pesar de su imagen masculinizada, fue nombrada una de las más bellas de Taiwán. Su apariencia y su personalidad extrovertida hace pensar a la gente que parece un hombre, pero en 2007, fue votada la belleza número 1 de Taiwán por su belleza única y natural. Una encuesta en línea reveló que los fanes creían que ella sería la más sexy en bikini, por encima de Hei Se Hui's Xiao Xun, Landy Wen, e incluso la diva pop Jolin Tsai.

## Discografía
- EP  - 蔷蔷 (Qiáng Qiáng) - publicado el 27 de agosto de 2007
- EP -  I Am... Ella Chen Jia Hua - publicado el 30 de marzo de 2012
- Álbum -  WHY NOT - publicado en abril de 2015
- EP - 渾身是勁 (Hun Shen Shi Jing) - publicado el 28 de octubre de 2016

### Solo / Dueto
- 別 (Bie / Don't) - A solo in Girl's Dorm (女生宿舍)
- 单手超人 (Dān Shǒu Chāorén / Single-handed Superman) - A Solo in The 3 Spas of Love
- 我就是我 (Wǒ Jiù Shì Wǒ / I Am Just Me) - Canción escrita y compuesta por ella para su actuación en solitario en el tour S.H.E Is The One
- 跟月亮Say Goodbye (Gēn Yuèliàng Say Goodbye / Say Goodbye With The Moon) - Solo - no lanzado oficialmente pero liberado en línea en abril del 2010 (la compañía iba a publicarlo pero al final se echó atrás, aún se desconoce por qué. Ya anteriormente le habían hecho lo mismo. En la banda sonora de Hana Kimi, serie que Ella protagonizó y cuyo disco publicó la discográfica, iba a ser incluido un solo suyo, compuesto y que solo quedaba por grabar, pero finalmente decidieron no incluirlo. Sin embargo, en el 2007 sí incluyeron un solo de Hebe como parte de la OST de su drama Bull Fighting, disco también publicado por la compañía)
- 你被寫在我的歌裡 (Nǐ Bèi Xiě Zài Wǒ De Gē Li / You're To Write In My Songs) - Duet with Qing Feng - was the featured artist in What Is Troubling You (你在煩惱什麼) Album by Sodagreen, estrenado el 11 de noviembre de 2011.

## Filmografía

### Películas
| Año  | Título                      | Papel          | Idioma   |
| ---- | --------------------------- | -------------- | -------- |
| 2012 | Perfect Two (新天生一對）   | Ma Niu (馬妞)  | Mandarín |
| 2012 | Bad Girls (女孩坏坏）       | Ah Dan (阿丹)  | Mandarín |
| 2015 | Ji xing gao zhao (吉星高照) |                |          |
| 2015 | I love binlang (爱上缺角族) | Sha Sha (莎莎) | Mandarín |
| 2015 | Lucky Star 2015             |                |          |

### Series de televisión
| Año  | Título                                  | Personaje                          | Idioma   |
| ---- | --------------------------------------- | ---------------------------------- | -------- |
| 2001 | Magical Love (愛情大魔咒)               | Juliet (朱俐樺)                    | Mandarín |
| 2003 | The Rose (薔薇之戀)                     | Zheng Bai He (鄭百合)              | Mandarín |
| 2005 | Reaching For The Stars (真命天女)       | Ren Jie (任潔)                     | Mandarín |
| 2006 | Hanazakarino Kimitachihe (花樣少年少女) | Lu Rui Xi (盧瑞莃) / Ashiya Mizuki | Mandarín |
| 2007 | The Lollipop Idol Drama (棒棒糖偶像劇)  | Herself                            | Mandarín |
| 2010 | Down With Love (就想赖着你)             | Yang Guo (楊果)                    | Mandarín |
| 2013 | Ji pin da zuo zhan (极品大作战)         | Yang Ai Wa (杨爱娃)                | Mandarín |
| 2014 | The Lying Game (謊言遊戲)               | Sun Zhen(孫真)                     | Mandarín |
| 2014 | He pan Qing Qing (河畔卿卿)             | Chen Yuan Xiu (陈远秀)             | Hokkien  |

### Apariciones en programas de variedades
| Año        | Programa          | Notas                                 |
| ---------- | ----------------- | ------------------------------------- |
| 2018       | Produce 101       | mentora                               |
| 2016       | Ace vs Ace        | invitada - episodio #1.07, 1.10       |
| 2015, 2016 | Hurry Up, Brother | invitada - episodio #3.06-3.07, #4.03 |